# Verschlusssache
Verschlusssachen (Abkürzung: VS) sind im öffentlichen Interesse, insbesondere zum Schutz des Wohles eines Staates oder Gliedstaates, geheimhaltungsbedürftige Tatsachen, Gegenstände oder Erkenntnisse, unabhängig von ihrer Darstellungsform. Verschlusssachen können auch Produkte und die dazugehörenden Dokumente sowie zugehörige Schlüsselmittel zur Entschlüsselung, Verschlüsselung und Übertragung von Informationen sein (Kryptomittel). Geheimhaltungsbedürftig im öffentlichen Interesse können auch Geschäfts-, Betriebs-, Erfindungs-, Steuer- oder sonstige private Geheimnisse oder Umstände des persönlichen Lebensbereichs sein (§ 4 Abs. 1 Sicherheitsüberprüfungsgesetz – SÜG). Von einer Verschlusssache dürfen nur Personen Kenntnis erhalten, die auf Grund ihrer Aufgabenerfüllung Kenntnis haben müssen. Keine Person darf über eine Verschlusssache umfassender oder eher unterrichtet werden, als dies aus Gründen der Aufgabenerfüllung notwendig ist (§ 4 Abs. 1a SÜG).
Darstellungsformen sind zum Beispiel Schriftstücke, Zeichnungen, Karten, Fotokopien, Lichtbildmaterial, elektronische Dateien und Datenträger, elektrische Signale, Geräte, technische Einrichtungen oder das gesprochene Wort. Geheimhaltungsbedürftig im öffentlichen Interesse können auch Geschäfts-, Betriebs-, Erfindungs-, Steuer- oder sonstige private Geheimnisse oder Umstände des persönlichen Lebensbereichs sein (§ 2 Abs. 1 Verschlusssachenanweisung – VSA). 
Verschlusssachen werden durch besondere Sicherheitsmaßnahmen gegen die Kenntnis durch Unbefugte geschützt.

## Deutschland
Regelungen zu Verschlusssachen und deren Schutz treffen in Deutschland insbesondere das Sicherheitsüberprüfungsgesetz (SÜG) und die aufgrund § 35 SÜG erlassene Verschlusssachenanweisung (VSA) des Bundes sowie entsprechende Gesetze und Anweisungen der Länder. 

### Einstufung
Verschlusssachen werden entsprechend ihrer Schutzbedürftigkeit von einer amtlichen Stelle des Bundes oder auf deren Veranlassung in vier Geheimhaltungsgrade eingestuft (§ 4 Abs. 2 SÜG). Die Grade richten sich nach den möglichen Folgen der Kenntnisnahme durch Unbefugte für die Bundesrepublik Deutschland oder eines ihrer Länder (§ 2 Abs. 2 VSA).
| Geheimhaltungsgrad            | Abkürzung | Einstufungsgrundsatz                                                       |
| ----------------------------- | --------- | -------------------------------------------------------------------------- |
| VS-NUR FÜR DEN DIENSTGEBRAUCH | VS-NfD    | kann für die Interessen nachteilig sein                                    |
| VS-VERTRAULICH                | VS-Vertr. | kann für die Interessen schädlich sein                                     |
| GEHEIM                        | Geh.      | kann die Sicherheit gefährden oder den Interessen schweren Schaden zufügen |
| STRENG GEHEIM                 | Str. Geh. | kann den Bestand oder lebenswichtige Interessen gefährden                  |

Der Herausgeber einer Verschlusssache legt den Geheimhaltungsgrad fest. Herausgeber ist die Dienststelle, die eine Verschlusssache erstellt oder deren Erstellung veranlasst. Von einer Einstufung als Verschlusssache ist nur Gebrauch zu machen, soweit dies notwendig ist (§ 15 VSA).
Die Einstufungsfrist hat sich an der aus der Begründung für die Einstufung resultierenden voraussichtlichen Dauer der Schutzbedürftigkeit der Verschlusssache zu orientieren. Die Einstufung einer Verschlusssache des Geheimhaltungsgrades VS-NUR FÜR DEN DIENSTGEBRAUCH ist auf 30 Jahre befristet. Sie kann verkürzt, aber nicht verlängert werden. Für höhere Geheimhaltungsgrade können für einzelne Verschlusssachen oder pauschal für die in einem bestimmten Bereich entstehenden Verschlusssachen höhere Fristen festgesetzt werden. Die Einstufung endet mit Ablauf des Jahres, in welches das Fristende fällt (§ 16 f. VSA). Ändert sich die Schutzbedürftigkeit einer Verschlusssache, hat der Herausgeber den Geheimhaltungsgrad dieser Verschlusssache entsprechend herauf- oder herabzusetzen (§ 18 VSA). Entfällt die Geheimhaltungsbedürftigkeit einer Verschlusssache vor Ablauf der Einstufungsfrist, hat der Herausgeber die Einstufung aufzuheben (§ 19 VSA).
Eine Nicht-Einstufung bedeutet nicht, dass das entsprechende Objekt bzw. sein Inhalt der Öffentlichkeit zugänglich gemacht werden darf. Es unterliegt dem allgemeinen Amtsgeheimnis. Lediglich die besonderen Schutzbestimmungen für Verschlusssachen finden auf diese keine Anwendung. Der Geheimhaltungsgrad einer Verschlusssache bleibt auch bestehen, wenn sie unrechtmäßig bekannt geworden ist (§ 2 Abs. 3 VSA).
Bei VS-VERTRAULICH oder höher eingestufte Verschlusssachen wird der Geheimhaltungsgrad mit dem Zusatz „amtlich geheim gehalten“ am oberen Rand jeder beschriebenen Seite (bei Schriftgut) angebracht.

### Schutz
Behörden und sonstige öffentliche Stellen (z. B. Verfassungsorgane) sind verpflichtet, Verschlusssachen durch Maßnahmen des materiellen Geheimschutzes so zu schützen, dass Durchbrechungen ihrer Vertraulichkeit entgegengewirkt wird, und darauf hinzuwirken, dass solche Versuche erkannt und aufgeklärt werden können. Dies gilt auch für die Weitergabe von Verschlusssachen an nichtöffentliche Stellen (§ 4 Abs. 4 SÜG).
Wer in berechtigter Weise Zugang zu einer Verschlusssache erlangt, ist zur Verschwiegenheit über die ihm dadurch zur Kenntnis gelangten Informationen verpflichtet und hat durch Einhaltung der Schutzmaßnahmen dafür Sorge zu tragen, dass keine unbefugte Person Kenntnis von der Verschlusssache erlangt (§ 4 Abs. 3 SÜG). Bevor eine Person Zugang zu Verschlusssachen des Geheimhaltungsgrades VS-NUR FÜR DEN DIENSTGEBRAUCH erhält, ist sie auf das „VS-NfD-Merkblatt“ zu verpflichten. Bevor eine Person Zugang zu VS-VERTRAULICH oder höher eingestuften Verschlusssachen erhält, ist sie durch den Geheimschutzbeauftragten zu ermächtigen. Dabei ist sie über die besonderen Bestimmungen des Geheimschutzes zu belehren, in erforderlichem Umfang auf den Geheimschutz zu verpflichten und über Anbahnungs- und Anwerbemethoden ausländischer Nachrichtendienste sowie die Möglichkeit straf- und disziplinarrechtlicher Ahndung oder arbeitsrechtlicher Maßnahmen bei Verstößen gegen die Geheimhaltungsvorschriften zu unterrichten (§ 4 Abs. 2 VSA).
Das Bundesamt für Sicherheit in der Informationstechnik und die Nachrichtendienste des Bundes und der Länder wirken beim Verschlusssachenschutz mit (§ 5 VSA).
Bei der Handhabung von Verschlusssachen werden technische und organisatorische Maßnahmen getroffen, die in ihrem Zusammenwirken die Risiken eines Angriffs reduzieren und im Falle eines erfolgreichen Angriffs die negativen Folgen begrenzen sollen. Die Sicherheitsmaßnahmen berücksichtigen die Aspekte Prävention, Detektion und Reaktion (§ 6 VSA).
Die Dienststellenleitung ist innerhalb ihres Zuständigkeitsbereiches für die Umsetzung dieser Verschlusssachenanweisung verantwortlich und hat die Voraussetzungen zur Gewährleistung des materiellen Geheimschutzes zu schaffen. Sie kann ihre Aufgaben ganz oder teilweise auf Mitarbeiter ihrer Dienststelle übertragen (§ 7 VSA). Dienststellen, die VS-VERTRAULICH oder höher eingestufte Verschlusssachen handhaben, sollen Geheimschutzbeauftragte und zur Vertretung berechtigte Personen bestellen (§ 8 Abs. 1 VSA). Sie bestellen zudem VS-Registratoren und zur Vertretung berechtigte Personen, die für die ordnungsgemäße Verwaltung dieser Verschlusssachen Sorge tragen (§ 10 VSA).
Der Betreff einer Verschlusssache soll so formuliert werden, dass er für sich genommen nicht geheimhaltungsbedürftig ist (§ 20 Abs. 5 VSA). Die Vervielfältigung von STRENG GEHEIM eingestuften Verschlusssachen bedarf der Zustimmung des Herausgebers (§ 22 Abs. 4 VSA). Die dauerhafte Aufbewahrung von VS-VERTRAULICH oder höher eingestuften Verschlusssachen hat in VS-Registraturen zu erfolgen. Die Aufbewahrung außerhalb der VS-Registratur ist nur für den Zeitraum zulässig, für den ein fortgesetzter Zugriff des Bearbeiters auf die Verschlusssache notwendig ist (§ 23 Abs. 1 VSA). Jeder hat sich vor der Weitergabe von Verschlusssachen zu vergewissern, dass der vorgesehene Empfänger zur Annahme oder Kenntnisnahme berechtigt ist (§ 24 Abs. 2 VSA). Bei der Erörterung von geheimhaltungsbedürftigen Sachverhalten ist der Grundsatz „Kenntnis nur, wenn nötig“ zu beachten. Die Erörterung in der Öffentlichkeit ist zu unterlassen (§ 29 Abs. 1 VSA).
Technische Mittel zur Sicherung von Verschlusssachen sind beispielsweise VS-Verwahrgelasse, VS-Schlüsselbehälter, Einbruch- und Überfallmeldeanlagen, Zutrittskontrollanlagen, VS-Transportbehälter, VS-Verpackungen, VS-Sicherheitstüren und -schlösser. Dazu zählen auch Mittel zur Vernichtung von Verschlusssachen. VS-Verwahrgelasse sind besonders gesicherte Räume, Schränke oder sonstige Behältnisse zur Aufbewahrung von Verschlusssachen. Jede VS-Registratur verfügt über mindestens ein VS-Verwahrgelass.
Dienststellen haben Vorkehrungen zu treffen, damit ihre Telekommunikations- und Informationstechnik nicht dazu missbraucht werden kann, um Raum- und Telefongespräche abzuhören. Räume, in denen häufig oder regelmäßig Gespräche mit VS-VERTRAULICH oder höher eingestuftem Inhalt geführt werden, müssen abhörgeschützt, bei Inhalten des Geheimhaltungsgrades STRENG GEHEIM abhörsicher sein (§ 41 VSA). Sie sind vor der erstmaligen Benutzung sowie danach stichprobenartig einer Lauschabwehrprüfung zu unterziehen (§ 48 VSA). Dienststellen, die in besonderem Maße Ziel von Angriffen auf Vertraulichkeit, Verfügbarkeit, Integrität und Authentizität von Verschlusssachen sind, können als „Dienststellen mit besonderem Geheimschutzbedarf“ festgelegt werden (§ 43 VSA).

### Sicherheitsüberprüfung
Wer Zugang zu Verschlusssachen hat oder ihn sich verschaffen kann, die mindestens als VS-VERTRAULICH eingestuft sind oder in einer Behörde tätig ist, die als „Nationale Sicherheitsbehörde“ zum „Sicherheitsbereich“ erklärt worden ist, übt eine sicherheitsempfindliche Tätigkeit aus (§ 1 Abs. 2 SÜG). Entsprechen der vorgesehenen sicherheitsempfindlichen Tätigkeit wird entweder eine „einfache Sicherheitsüberprüfung“, eine „erweiterte Sicherheitsüberprüfung“ oder eine „erweiterte Sicherheitsüberprüfung mit Sicherheitsermittlungen“ durchgeführt. Dazu haben die Personen eine Sicherheitserklärung abzugeben (§ 13 SÜG). Durch die sicherheitsmäßige Bewertung der Angaben in der Sicherheitserklärung unter Berücksichtigung weiterer Erkenntnisse (z. B. durch Einholung von Auskünften, Anfragen oder Sicherheitsermittlungen) stellen die Verfassungsschutzbehörden („mitwirkende Behörden“; BfV, LfV, MAD) fest, ob es zu einer Person sicherheitserhebliche Erkenntnisse vorliegen, d. h. Anhaltspunkte für ein Sicherheitsrisiko. Ein Sicherheitsrisiko liegt vor, wenn tatsächliche Anhaltspunkte Zweifel an der Zuverlässigkeit der betroffenen Person bei der Wahrnehmung einer sicherheitsempfindlichen Tätigkeit, eine besondere Gefährdung der betroffenen Person, insbesondere die Besorgnis der Erpressbarkeit, bei möglichen Anbahnungs- oder Werbungsversuchen durch ausländische Nachrichtendienste, kriminelle, terroristische oder extremistische Vereinigungen oder Zweifel am Bekenntnis zur freiheitlichen demokratischen Grundordnung bestehen (§ 5 SÜG).

### Sicherheitsbereiche
Sicherheitsbereiche sind in Dienststellen zu bilden, sofern Umfang und Bedeutung der dort anfallenden Verschlusssachen es erfordern. Dies können einzelne oder mehrere Räume als auch Gebäude oder Gebäudegruppen sein. Diese sind durch personelle, organisatorische und technische Maßnahmen gegen den Zutritt durch Unbefugte geschützt. Zutritt zu diesen Bereichen darf nur an Stellen möglich sein, an denen eine zuverlässige Prüfung der Zutrittsberechtigung stattfindet, z. B. anhand eines Dienstausweises. Besucher und Fremdpersonal sind grundsätzlich nach Identitätsfeststellung während des Aufenthalts im Sicherheitsbereich zu beaufsichtigen (§ 39 Abs. 3 f. VSA). 

### Warn- und Sperrvermerke
Warn- und Sperrvermerke begrenzen den zugangsberechtigten Empfängerkreis einer Verschlusssache. Es können insbesondere folgende Warnvermerke verwendet werden:
- „KRYPTOSICHERHEIT“ oder „KRYPTO“ oder „CRYPTOSECURITY“ oder „CRYPTO“
- „Controlled COMSEC Item“ oder „CCI“
- „Atomal“
- „Auswertesache (Schutzwort)“, „ANRECHT“, „Schutzwort-VS“ oder „SW-VS“

Als Sperrvermerke können insbesondere verwendet werden:
- „<jeweilige Behörde> intern“
- „Für Geheimschutzbeauftragte“
- „Nur Deutschen zur Kenntnis“ oder „GE eyes only“
- „Weitergabe an <jeweiliger Name>“
- „FÜR KRYPTOVERWALTER“ oder „for crypto custodian“
- „Nur zu ihrer Information“
- „Die Fertigung von Kopien dieser VS ist untersagt“

### Bundestag und Bundesrat
Für Verschlusssachen, die innerhalb des Bundestages entstehen oder dem Bundestag, seinen Ausschüssen oder Mitgliedern des Bundestages zugeleitet wurden, gilt die Geheimschutzordnung des Deutschen Bundestages. Soweit ausschließlich der Bereich der Verwaltung des Bundestages berührt wird, gelten die Vorschriften der Verschlusssachenanweisung für Bundesbehörden. Verschlusssachen der Geheimhaltungsgrade STRENG GEHEIM oder GEHEIM dürfen nur in den Räumen der Geheimregistratur eingesehen werden.
Für Verschlusssachen, die innerhalb des Bundesrates entstehen oder dem Bundesrat zugeleitet werden, gilt die Geheimschutzordnung des Bundesrates. Für das Sekretariat des Bundesrates gelten grundsätzlich die Vorschriften der Verschlusssachenanweisung für die Bundesbehörden.

### Geheimarchiv des Bundesarchivs
Dienststellen des Bundes bieten grundsätzlich ihre nicht mehr benötigten Verschlusssachen der Geheimhaltungsgrade VS-VERTRAULICH oder höher dem Bundesarchiv (Geheimarchiv) zur Archivierung an (§ 31 VSA). Verschlusssachen, die das zuständige Archiv nicht übernimmt, sind so zu vernichten, dass der Inhalt weder erkennbar ist, noch erkennbar gemacht werden kann (§ 32 VSA). Das Bundesarchiv hat vom Zeitpunkt der Übernahme an die Rechtsvorschriften des Bundes über die Geheimhaltung sowie die Verschlusssachenanweisung anzuwenden, (§ 6 Abs. 3 Bundesarchivgesetz – BArchG).